# Ernst Lubitsch
Ernst Lubitsch (AFI: [ˈlubiʧ]) (Berlino, 28 gennaio 1892 – Los Angeles, 30 novembre 1947) è stato un regista, attore, sceneggiatore e produttore cinematografico tedesco naturalizzato statunitense, noto per aver contribuito, anche in virtù del suo caratteristico tocco, a segnare un'epoca per il cinema statunitense; è stato tra i primi registi ad avere l'onore di vedere il suo nome posizionato prima del titolo sui manifesti e negli elenchi del cast.

## Biografia

### Esordi
Lubitsch nacque a Berlino, in Germania, il 28 gennaio 1892 da una modesta famiglia ebraica ashkenazita, figlio di Simon Lubitsch, un sarto russo originario di Hrodna (nell'odierna Bielorussia), e di Anna Lindenstaedt, una casalinga tedesca originaria di Wriezen, città poco distante da Berlino. Frequentò il Sophiengymnasium di Berlino (con il suo futuro collega Lothar Mendes). Dopo un apprendistato come commerciante di tessuti, Lubitsch divenne uno studente di Max Reinhardt, all'epoca direttore del teatro tedesco di Berlino. Le sue prime apparizioni di cabaret si susseguirono fino a quando non fu assunto come attore teatrale presso il Deutsches Theater di Berlino. Recitò in innumerevoli ruoli e uno dei registi che lo diresse più spesso fu proprio Reinhardt. A partire dal 1913 iniziò a recitare anche nel cinema. Il lavoro con Reinhardt gli permise di imparare molto sulla tecnica cinematografica, così iniziò a dirigere film muti nei quali recitò anche come protagonista.
Lubitsch ebbe il suo primo ruolo presso Deutsche Bioscop GmbH nel film Die ideale Gattin (Una moglie ideale) del 1913. L'anno successivo diresse il suo primo film. Il team cinematografico di Lubitsch includeva regolarmente lo sceneggiatore Hanns Kräly, i cameramen Theodor Sparkuhl e Alfred Hansen e lo scenografo Kurt Richter.
Prima del 1918 girò soprattutto film slapstick. Interpretò anche la parte di un commesso di negozi di scarpe nella Berlino della prima guerra mondiale, nel film Pinkus l'emporio della scarpa (1916). In Quando ero morto (1916), interpretò la parte di un marito che ricorda il protagonista de Il fu Mattia Pascal di Pirandello. Notevoli furono La bambola di carne (1919), che rimanda a un topos hoffmaniano, e La principessa delle ostriche (1919), divertente parodia dell'american way of life dove vengono messe alla berlina la grossolanità e l'ostentazione della ricchezza dei miliardari americani e delle figlie viziate in cerca di marito.
A partire dal 1919 diresse pellicole di generi diversi, in particolare commedie e film in costume. Affrontò Shakespeare in Romeo e Giulietta sulla neve (1920), gustosa commedia montana. Altrettanto riuscito (anche se misconosciuto) fu Lo scoiattolo (1921) con Pola Negri, in particolare per certe soluzioni scenografiche. Dopo il successo di Madame du Barry (1919) con Emil Jannings (che interpretò anche la parte di Enrico VIII in Anna Bolena).

### In America
Nel 1922, su invito dell'attrice americana Mary Pickford, Lubitsch raggiunse Hollywood per il film Rosita (1923), dove iniziò una nuova carriera che lo portò a dirigere le più famose attrici dell'epoca come Marlene Dietrich, Greta Garbo, Carole Lombard e Miriam Hopkins. Fu il primo regista europeo a Hollywood. La Pickford con Lubitsch tentò di espandere il suo repertorio precedente, da ruoli di bambina a interpretazioni più mature e femminili. Infatti, nel periodo precedente, a volte c'era una forte tensione dopo che la Pickford aveva abbandonato il suo piano originale di filmare Faust su consiglio di sua madre. Lubitsch si rifiutò di accettare il dramma in costume di Dorothy Vernon di Haddon Hall, concordando su Rosita, che cercò di trasformare la Pickford in un ruolo di suonatore di mandolino in Spagna. Sebbene il film fosse ben accolto dalla critica e dal pubblico, Pickford abbandonò l'opzione per un altro film. Lubitsch ottenne quindi un contratto con la Warner Bros., per la quale lavorò per tre anni prima di trasferirsi alla Paramount.
I film dell'epoca sono per lo più storie romantiche e commedie da salotto come Il ventaglio di Lady Windermere. Ma Lubitsch realizzò anche film storici come The Forbidden Paradise, che lo riportò insieme a Pola Negri, e come The Patriot un film monumentale, l'ultimo grande successo di Emil Jannings negli Stati Uniti. Con il motto «Goodbye Slapstick - Hello Nonchalance!» pubblicizzò lo studio per le commedie di Lubitsch, e presto i critici notarono anche il famoso marchio di fabbrica delle sue commedie a volte frivole, consistente nel non mostrare tutti i dettagli della trama, ma di lasciarli all'immaginazione dello spettatore. Negli Stati Uniti, all'epoca alle prese con severi regolamenti di censura, Lubitsch era in grado di integrare situazioni audaci e ambiguità nella trama, senza scivolare nel volgare, abilità che veniva apprezzata dai critici americani.
Il suo prestigio crebbe rapidamente, e nel 1927 Irving Thalberg lo affidò a sua moglie Norma Shearer per il film Il principe studente, un opulento adattamento cinematografico della commedia Alt-Heidelberg di Wilhelm Meyer-Förster, con Camilla Horn e John Barrymore. Nel 1929 Lubitsch divenne il regista più famoso di Hollywood quando non solo rese Maurice Chevalier una star con il musical Love Parade, ma seppe anche come sfruttare l'innovazione del film sonoro in modo ottimale. Il film Montecarlo dell'anno successivo conteneva molte innovazioni tecniche che miglioravano ulteriormente la gestione della tecnologia del suono. Grazie al successo di L'allegro tenente, i musical tornarono lentamente in voga nel 1931 dopo che un eccesso di offerta aveva influenzato il gusto del pubblico a svantaggio di questo genere.
Le incursioni nel genere drammatico non furono ben accolte dalla critica e dal pubblico, e il fallimento del dramma bellico L'uomo che ho ucciso (1932), con Nancy Carroll e Phillips Holmes, convinse il regista a dedicarsi soltanto alle commedie. Negli anni seguenti, Lubitsch trasformò due delle sue opere che definiscono lo stile, cosa che ha particolarmente colpito Billy Wilder. In seguito Wilder scrisse varie sceneggiature per Lubitsch. Nel 1934, su richiesta personale di Louis B. Mayer e Irving Thalberg, la MGM prestò Lubitsch a subentrare nella produzione di La vedova allegra con Maurice Chevalier e Jeanette MacDonald, la quale ottenne il ruolo solo dopo che Grace Moore non era stata in grado di concordare con Chevalier sull'ordine di intitolare il film.

Ernst Lubitsch nel 1931

In La fiamma dell'amore (1923) e La zarina (1924), Lubitsch lavorò nuovamente con Pola Negri. Nei muti della Warner Bros. con Matrimonio in quattro (1924), assieme ad Adolphe Menjou. In Tre donne (1924) e Baciami ancora (1925) Lubitsch portò alla perfezione la lezione del maestro Charlie Chaplin de La donna di Parigi. Ne Il ventaglio di Lady Windermere (1925) creò una versione cinematografica della commedia di Oscar Wilde di grande raffinatezza e perfezione formale. Lubitsch trovò nel sonoro il cinema più adatto al suo gusto per la battuta maliziosa e la situazione sottilmente paradossale. Billy Wilder a questo riguardo coniò l'espressione "Tocco alla Lubitsch", per definire il mix calibrato di dosato umorismo e sottile erotismo tipico delle sue commedie sofisticate.
Negli anni trenta diresse alcuni dei suoi capolavori: da Mancia competente (1932), storia di ladri e alberghi di lusso dove bugie e verità si inseguono in un continuo gioco di specchi, a La vedova allegra (1934), ambientato in un fantastico reame d'operetta che testimonia l'origine mitteleuropea del regista. Dopo esser diventato temporaneamente direttore della produzione della Paramount nel 1936, Lubitsch fece due tentativi per riportare in auge Marlene Dietrich, la cui carriera era rimasta ferma a metà del decennio. La commedia Perlen, la cui produzione era stata attentamente seguita da Lubitsch, ebbe buon successo nel 1936, ma il fallimento al botteghino di Angelo (1937), in cui si affaccia una vena di asciutto cinismo, convinse i responsabili della Paramount a liberare la Dietrich dal suo contratto. Lubitsch passò alla MGM nel 1938 per girare la satira politica di Ninotchka (1939) con Greta Garbo, il cui celebre lancio pubblicitario recitava: "Il film in cui Greta Garbo ride!" ("Garbo laughs!"). Il film incassò oltre 1 milione di dollari negli Stati Uniti. La Garbo fu candidata all'Oscar e un critico disse, in modo succinto, circa le possibilità di successo del film in Russia: «A Stalin non piacerà». Nel 1938, Lubitsch fu nominato quale regista europeo rappresentativo a Hollywood da Paul Kohner come presidente del nuovo European Film Fund, un fondo destinato a sostenere i registi europei bisognosi, che erano emigrati negli Stati Uniti. Rimase presidente fino alla sua morte nel 1947.
Dopo il classico film Rendez-vous alla fine della notte, che non ebbe molto successo al momento della sua uscita, e la commedia Merle-Oberon Ehekomödie, Lubitsch girò il suo film più noto nel 1942, una parodia nazista. Infatti fu celebre la sua satira sul Nazismo in Vogliamo vivere! (1942), ispirato alla pièce teatrale Noch ist Polen nicht verloren del drammaturgo ungherese Melchior Lengyel. L'attrice protagonista Carole Lombard morì in un incidente aereo poco prima della première. Il New York Times all'epoca dichiarò: «Non puoi liberarti della strana sensazione che il signor Lubitsch sia un Nerone che fa musica mentre Roma è in fiamme».
Nel 1945 Lubitsch subì un attacco di cuore durante le riprese di Scandalo a corte, dal quale non si riprese mai completamente. Candidato al Premio Oscar per tre volte, nella primavera del 1947 ricevette l'Oscar alla carriera, per le sue innovative capacità di regista e a coronamento della sua carriera. Morì a Bel Air (Los Angeles) in seguito a un infarto, il 30 novembre 1947, durante le riprese di La signora in ermellino, film terminato da Otto Preminger. Fu sepolto nel Forest Lawn Memorial Park di Glendale, in California.

## Vita privata e onori
Nel 1922 sposò l'attrice Helene Sonnet Kraus (nota anche come Irni Kraus), dalla quale divorziò nel 1930. Entrambi sono stati fotografati dal fotografo della società berlinese Frieda Riess. Il 27 luglio 1935 sposò l'attrice britannica Vivian Gaye (vero nome Sania Bezencenet). Con lei ebbe una figlia, Nicola Lubitsch, che nacque il 27 ottobre 1938. Il 3 settembre 1939 Nicola e la sua tata Consuela Strohmeier erano a bordo del transatlantico britannico Athenia quando fu affondato, con oltre 1.000 persone a bordo, nell'Atlantico da un sottomarino tedesco. Strohmeier tenne Nicola sulle sue spalle nell'acqua fino a quando bambina e tata furono tratte in salvo.
Per il suo lavoro Lubitsch ha avuto stelle sulla Hollywood Walk of Fame e sul Boulevard der Stars a Berlino. Il premio Ernst Lubitsch prende il nome da lui.

## Metodo di lavoro
Lubitsch era conosciuto come un regista autocratico che dava ai suoi attori poco spazio per l'interpretazione. Sia Mary Pickford sia i suoi colleghi registi Josef von Sternberg e Clarence Brown credevano che gli attori avrebbero interpretato Lubitsch sullo schermo, invece di enfatizzare la propria personalità. Molti dei suoi film erano anche caratterizzati dal fatto che Lubitsch ha lasciato alcuni eventi e manifestazioni nei suoi film all'immaginazione. Così Lubitsch ha dichiarato: “Ogni buon film è pieno di segreti. Se un regista non lascia alcune cose non dette, è un film schifoso. (...) Un film è bello quando è misterioso, con cose non dette."

## Riconoscimenti

### Premio Oscar
- 1930 (aprile) – Candidatura al miglior regista per Lo zar folle
- 1930 (novembre) – Candidatura al miglior regista per Il principe consorte
- 1944 – Candidatura al miglior regista per Il cielo può attendere
- 1947 – Oscar alla carriera

## Filmografia

### Regista
- Signorina schiuma di sapone (Fräulein Seifenschaum) (1914)
- Meyer als Soldat (1914)
- La signorina Piccolo (Fräulein Piccolo) (1914)
- Zucchero e cannella (Zucker und Zimt) (1915)
- Sul ghiaccio (Aufs Eis geführt) (1915)
- Moscacieca (Blindekuh) (1915)
- Arme Marie (1915)
- Il coro femminile misto (Der gemischte Frauenchor) (1915)
- Der letzte Anzug (1915)
- Der Kraftmeier (1915)
- Il suo unico paziente (Sein einziger Patient) (1915)
- Robert e Bentram (Robert und Bertram) (1915)
- Un morto ritorna (Wo ist mein Schatz? o Als ich tot war) (1916)
- Pinkus l'emporio della scarpa (Schuhpalast Pinkus) (1916)
- Società tenori (Der G.M. B.H. Tenor) (1916)
- Die neue Nase (1916)
- Das schönste Geschenk (1916)
- Il diario di Ossi (Ossis Tagebuch) (1917)
- Re delle camicette (Der Blusenkönig) (1917)
- Quando quattro persone fanno la stessa cosa (Wenn vier dasselbe machen) (1917)
- L'allegra prigione (Das fidele Gefängnis) (1917)
- Der erste Patient (1917)
- Il principe Sami (Prinz Sami) (1918)
- Il cavaliere del toboga (Der Rodelkavalier) (1918)
- Il caso Rosentopf (Der Fall Rosentopf) (1918)
- Non vorrei essere un uomo (Ich möchte kein Mann sein) (1918)
- Gli occhi della mummia (Die Augen der Mumie Ma) (1918)
- La ragazza del balletto (Das Mädel vom Ballett) (1918)
- Sangue gitano (Carmen) (1918)
- Il carrettiere Henschel (Fuhrmann Henschel) (1918)
- Meyer il berlinese (Meyer aus Berlin) (1919)
- Meine Frau, die Filmscheuspielerin (1919)
- La ragazza della Svevia (Das Schwabenmädel) (1919)
- Käsekönig Holländer (1919)
- La principessa delle ostriche (Die Austernprinzessin) (1919)
- Madame du Barry (1919)
- La sbornia (Rausch) (1919)
- La bambola di carne (Die Puppe) (1919)
- Die Wohnungsnot (1920)
- Due sorelle (Kohlhiesels Töchter) (1920)
- Giulietta e Romeo (Romeo und Julia in Schnee) (1920)
- Sumurum (Sumurun) (1920)
- Anna Bolena (Anna Boleyn) (1920)
- Lo scoiattolo (Die Bergkatze) (1921)
- Theonis, la donna dei faraoni (Das Weib des Pharao) (1922)
- Die Flamme (1923)
- Rosita (1923)
- Matrimonio in quattro (The Marriage Circle) (1924)
- Tre donne (Three Women) (1924)
- La zarina (Forbidden Paradise) (1924)
- Baciami ancora (Kiss Me Again) (1925)
- Il ventaglio di Lady Windermere (Lady Windermere's Fan) (1925)
- La vita è un charleston (So This Is Paris) (1926)
- Morte al volante (The Honeymoon Express), regia di James Flood - Lubitsch non accreditato (1926)
- Il principe studente (The Student Prince in Old Heidelberg) (1927)
- Lo zar folle (The Patriot) (1928)
- La valanga (Eternal Love) (Der König der Bernina) (1929)
- Il principe consorte (The Love Parade) (1929)
- Se io fossi re (The Vagabond King), regia di Ludwig Berger - Lubitsch non accreditato (1930)
- Paramount Revue (Paramount on Parade) (1930)
- Montecarlo (Monte Carlo) (1930)
- Galas de la Paramount, aa. vv. (1930)
- L'allegro tenente (The Smiling Lieutenant) (1931)
- L'uomo che ho ucciso (The Man I Killed/Broken Lullaby) (1932)
- Un'ora d'amore (One Hour with You) (1932)
- Une heure près de toi, co-regia di George Cukor (1932)
- Mancia competente (Trouble in Paradise) (1932)
- Se avessi un milione (If I Had a Million) episodio "The Clerk" (1932)
- Un'ora con te (One hour with you) (1932)
- Partita a quattro (Design for Living) (1933)
- La vedova allegra (The Merry Widow) (1934)
- La Veuve joyeuse (1935)
- Angelo (Angel) (1937)
- L'ottava moglie di Barbablù (Bluebeard's Eighth Wife) (1938)
- Ninotchka (1939)
- Scrivimi fermo posta (The Shop Around the Corner) (1940)
- Quell'incerto sentimento (That Uncertain Feeling) (1941)
- Vogliamo vivere! (To Be or Not to Be) (1942)
- Il cielo può attendere (Heaven Can Wait) (1943)
- Scandalo a corte (A Royal Scandal), regia di Otto Preminger e, non accreditato, Lubitsch (1945)
- Fra le tue braccia (Cluny Brown) (1946)
- La signora in ermellino (That Lady in Ermine), terminato da Otto Preminger (1948)

### Sceneggiatore
- Signorina schiuma di sapone (Fräulein Seifenschaum), regia di Ernst Lubitsch (1914)
- Zucchero e cannella (Zucker und Zimt), regia di Ernst Lubitsch (1915)
- Moscacieca (Blindekuh), regia di Ernst Lubitsch (1915)
- Un morto ritorna (Wo ist mein Schatz? o Als ich tot war), regia di Ernst Lubitsch (1916)
- Il diario di Ossi (Ossis Tagebuch), regia di Ernst Lubitsch (1917)
- Re delle camicette (Der Blusenkönig), regia di Ernst Lubitsch (1917)
- Quando quattro persone fanno la stessa cosa (Wenn vier dasselbe tun), regia di Ernst Lubitsch (1917)
- L'allegra prigione (Das fidele Gefängnis), regia di Ernst Lubitsch (1917)
- Il principe Sami (Prinz Sami), regia di Ernst Lubitsch (1918)
- Il cavaliere del toboga (Der Rodelkavalier), regia di Ernst Lubitsch (1918)
- Il caso Rosentopf (Der Fall Rosentopf), regia di Ernst Lubitsch (1918)
- Non vorrei essere un uomo (Ich möchte kein Mann sein), regia di Ernst Lubitsch (1918)
- Meine Frau, die Filmscheuspielerin, regia di Ernst Lubitsch (1919)
- Käsekönig Holländer, regia di Ernst Lubitsch (1919)
- La principessa delle ostriche (Die Austernprinzessin), regia di Ernst Lubitsch (1919)
- Der lustige Ehemann, regia di Léo Lasko (1919)
- La bambola di carne (Die Puppe), regia di Ernst Lubitsch (1919)
- Die Wohnungsnot, regia di Ernst Lubitsch (1920)
- Due sorelle (Kohlhiesels Töchter), regia di Ernst Lubitsch (1920)
- Romeo e Giulietta (Romeo und Julia im Schnee), regia di Ernst Lubitsch (1920)
- Sumurum (Sumurun), regia di Ernst Lubitsch (1920)
- Lo scoiattolo (Die Bergkatze), regia di Ernst Lubitsch (1921)
- Tre donne (Three Women), regia di Ernst Lubitsch (1924)
- L'allegro tenente (The Smiling Lieutenant), regia di Ernst Lubitsch (1931)
- Se avessi un milione (If I Had a Million) episodio "The Clerk", regia di Ernst Lubitsch (1932)
- La vedova allegra (The Merry Widow), regia di Ernst Lubitsch (1934)
- Vogliamo vivere! (To Be or Not to Be), regia di Ernst Lubitsch (1942)

### Attore
- The Miracle, regia di Michel-Antoine Carré (1912)
- Il marito ideale (Die ideale Gattin) (1913)
- Meyer sulle Alpi (Meyer auf der Alm) (1913)
- Signorina schiuma di sapone (Fraulein Seifenschaum), regia di Ernst Lubitsch (1914)
- La ditta si sposa (Die Firma heiratet), regia di Carl Wilhelm (1914)
- Condizioni: nessun allegato! (Bedingung – Kein Anhang!) (1914)
- Notti veneziane (Eine venezianische Nacht), regia di Max Reinhardt (1914)
- L'orgoglio della ditta (Der Stolz der Firma), regia di Carl Wilhelm (1914)
- Wie ich ermordet wurde
- Zucchero e cannella (Zucker und Zimt) (1915)
- Arme Maria! (1915)
- Sul ghiaccio (Aufs Eis geführt), regia di Ernst Lubitsch (1915)
- Moscacieca (Blindekuh), regia di Ernst Lubitsch (1915)
- Zucchero e cannella (Zucker und Zimt), regia di Ernst Lubitsch (1915)
- Fräulein Piccolo, regia di Franz Hofer (1914)
- Robert und Bertram, die lustigen Vagabunden, regia di Max Mack (1915)
- Hans Trutz in Schlaraffenland (1914)
- Quando ero morto (Wo ist mein Schatz?), regia di Ernst Lubitsch (1916)
- Moritz negro (Der schwarze Moritz), regia di Georg Jacoby (1916)
- Il dottor Satansohn (Doktor Satansohn) (1916)
- Pinkus l'emporio della scarpa (Schuhpalast Pinkus), regia di Ernst Lubitsch (1916)
- Il coro misto femminile (Der gemischte Frauenchor), regia di Ernst Lubitsch (1916)
- Tenente per ordini superiori (Leutnant auf Befehl), regia di Danny Kaden (1916)
- Società tenori (Der G.M. B.H. Tenor), regia di Ernst Lubitsch (1916)
- Sein einziger Patient
- Il diario di Ossi (Ossis Tagebuch), regia di Ernst Lubitsch (1917)
- Re delle camicette (Der Blusenkönig), regia di Ernst Lubitsch (1917)
- Hans Trutz nel paese di cuccagna (Hans Trutz im Schlaraffenland o Im Schweiße deines Angesichts sollst du dein Brot essen), regia di Paul Wegener (1917)
- Quando quattro persone fanno la stessa cosa (Wenn vier dasselbe tun), regia di Ernst Lubitsch (1917)
- L'allegra prigione (Das fidele Gefängnis), regia di Ernst Lubitsch (1917)
- Der erste Patient, regia di Ernst Lubitsch (1917)
- Il principe Sami (Prinz Sami) (1918)
- Il cavaliere del toboga (Der Rodelkavalier), regia di Ernst Lubitsch (1918)
- Il caso Rosentopf (Der Fall Rosentopf), regia di Ernst Lubitsch (1918)
- Meyer il berlinese (Meyer aus Berlin), regia di Ernst Lubitsch (1919)
- Käsekönig Holländer (1919)
- La bambola di carne (Die Puppe), regia di Ernst Lubitsch (1919)
- Sumurum (Sumurun), regia di Ernst Lubitsch (1920)

## Opere
- Lubitsch, Ernst, et al. To be or not to be. Video Collection International, 1942.